# قانون دوم (آلبوم)
قانون دوم (به انگلیسی: The 2nd Law) که اشاره به قانون دوم ترمودینامیک دارد. ششمین آلبوم استودیویی گروه آلترنتیو راک بریتانیایی میوز است که در ۲۸ سپتامبر ۲۰۱۲ و ۲ اکتبر ۲۰۱۲ منتشر شد.